# Simion Toplicean
Simion Toplicean (ur. 1 stycznia 1958) – rumuński judoka.
Uczestnik mistrzostw świata w 1981. Brązowy medalista mistrzostw Europy w 1981; siódmy w 1983 roku.